# Pristimantis sanctaemartae
Pristimantis sanctaemartae är en groddjursart som först beskrevs av Alexander Grant Ruthven 1917.  Pristimantis sanctaemartae ingår i släktet Pristimantis och familjen Strabomantidae. IUCN kategoriserar arten globalt som nära hotad. Inga underarter finns listade i Catalogue of Life.